# Scelolophia concessata
Scelolophia concessata là một loài bướm đêm trong họ Geometridae.